# Кирилловское подворье (Москва)
Кирилловское подворье — подворье Кирилло-Белозерского монастыря, находившееся в Московском Кремле, налево от Спасских ворот. 
Русский археолог и историк Забелин полагал, что каменные палаты подворья  появились не позже 1571 года и что подворью могли принадлежать перестроенные Тарокановы палаты. По документам 1730-х годов на подворье, кроме храма, числились два келейных корпуса, два каменных сушила и двое надвратных палат (ворота на улицу и на задний конюшенный двор). Все постройки были снесены в 1776 году.